# Jesper Westerberg
Thomas Jesper Westerberg, född 1 februari 1986, är en svensk före detta fotbollsspelare.

## Klubbkarriär
Westerberg debuterade i Allsvenskan 2003 för Landskrona BoIS. Efter att ha misslyckats med att ta en plats i startelvan lånades han säsongen 2005 ut till IFK Hässleholm. Inför säsongen 2006 gick han till Halmstads BK. Han användes i HBK såväl som högerback som högermittfältare. I mars 2009 skrev han på för Landskrona BoIS. Han lämnade Landskrona den 3 december 2009 för ett 3-årskontrakt med allsvenska Mjällby AIF. 
I slutet av 2011 värvades Westerberg av norska Lillestrøm SK. Han återvände till Halmstads BK 2013. I december 2018 förlängde Westerberg sitt kontrakt med ett år. Efter säsongen 2019 avslutade han sin karriär.

## Landslagskarriär
2006 debuterade Westerberg i U21-landslaget.